# Movimiento independentista de Puerto Rico

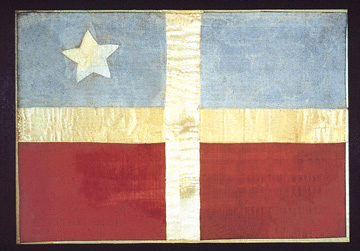
Primera bandera de Puerto Rico, la bandera revolucionaria del Grito de Lares

El movimiento independentista de Puerto Rico hace referencia a las diversas iniciativas, a través de la historia de la isla, para obtener la independencia, primero de España y después de los Estados Unidos. El movimiento ha sido representado por docenas de grupos y organizaciones a lo largo de los años, así como por miles de individuos que comparten el interés común por la obtención de la independencia política de Puerto Rico.
Desde inicios del siglo XIX, el movimiento independentista en Puerto Rico ha utilizado tanto métodos pacíficos y políticos, como acercamientos violentos y revolucionarios para la promoción de sus objetivos. La declaración de independencia de Puerto Rico ocurrió el 23 de septiembre de 1868 en un evento conocido como el Grito de Lares, donde se izó la primera bandera puertorriqueña y fue la primera gran revuelta contra España. Desde mediados del siglo XIX, varios movimientos políticos organizados han luchado por la independencia de la isla. Un espectro de sentimientos y partidos políticos autonomistas, nacionalistas e independentistas han existido en la isla.
El movimiento de independencia no ha atraído un amplio apoyo debido a la persecución histórica, y el soporte en las votaciones ha disminuido significativamente entre las primeras dos partes del siglo XX. En un referéndum llevado a cabo en 2012, 5.5 % de la población votó a favor de la independencia. Pero se entiende que muchos independentistas, como los militantes del Partido Nacionalista, no participan en dichos actos electorales, por lo que el porcentaje de independentistas podría ser superior a esa cifra.

## Independencia de España

### Revueltas por los taínos
Algunos movimientos modernos independentistas de Puerto Rico han proclamado falsamente su conexión con la rebelión taína de 1511, encabezada por Agüeybaná II. En esta revuelta, Agüeybaná II, el cacique más poderoso de su tiempo, junto con Urayoán, cacique de Añasco, organizaron un genocidio en 1511 en contra de los castellanos ibéricos en el sur y oeste de la isla. A este se le unió Guarionex, cacique de Utuado, quien atacó el pueblo de Sotomayor (Aguada) y mató a 80 castellanos ibéricos. Juan Ponce de León dirigió a los españoles en una serie de ofensivas que culminaron en la Batalla de Yagüecas. La gente de Agüeybaná II, armada únicamente con lanzas, arcos y flechas, no era rival para los arcabuces y mosquetes de las fuerzas españolas, y Agüeybaná II recibió un disparo y murió en la batalla. La revuelta siguió en el este de la isla bajo la jefatura del cacique Humacao hasta el 1518. Yaureibo y Cacimar fueron caciques taínos de Vieques que ocasionaron fuertes encontronazos con las tropas españolas en el este de Borikén. Muchos taínos huyeron a las islas de las Antillas Menores y desde ahí atacaron los asentamientos españoles en Borikén hasta el año 1535, cuando bajo considerablemente la población taína.

### Revueltas por los criollos
Diversas revueltas ocurrieron durante el siglo XIX en contra de los gobernantes españoles por parte de los nativos o criollos. Estas incluyeron la conspiración de San Germán en 1809, la conspiración de los hermanos Vizcarrondo en Carolina (1835), la Conspiración de Ciales de 1870 y los levantamientos de gente en Camuy (Estrellada de Camuy, 1873), la Intentona de Yauco (1897), San Germán y Sabana Grande en 1898, además de la insurrección de Ciales el 13 de agosto de 1898.
Muchos puertorriqueños se encontraron inspirados por los ideales de Simón Bolívar para liberar América Latina del colonialismo español. Bolívar buscó la creación de una federación de naciones latinoamericanas, la cual incluía a Puerto Rico y a Cuba. El general Antonio Valero de Bernabé, también conocido como "El Liberador de Puerto Rico", luchó por la independencia de América del Sur junto con Bolívar, quien también buscaba un Puerto Rico independiente. Bolívar planificó tres intentos de invasión: el primero de ellos fue llevado a cabo por el almirante Luis Brión, que llegó a atacar puertos de Puerto Rico como Fajardo, Ponce, Humacao. Luego Guillermo Ducoudray Holstein, por órdenes de Simón Bolívar, prepara una invasión a la isla de Puerto Rico para proclamar la independencia de la isla con el nombre de “República de Boriquen”. Logró reunir en Curazao tres barcos, 6000 fusiles y 700 hombres para la expedición a Puerto Rico. Pero el gobierno holandés en Curazao arrestó a Ducoudray y al numeroso grupo de venezolanos que iban a acompañarlo. Todo el material bélico de la expedición a Puerto Rico fue incautado. 
María de las Mercedes Barbudo, la primera mujer puertorriqueña independentista, unió fuerzas con la Gran Colombia, bajo el liderazgo de Simón Bolívar, para llevar a cabo una insurrección en contra de las fuerzas colonialistas españolas en Puerto Rico.
Las fuerzas de ocupación españolas fueron objeto de más de treinta conspiraciones. Algunas, como el levantamiento de Lares, las revueltas de 1897 y las sociedades secretas de finales del siglo XIX, se convirtieron en rebeliones populares. Las revueltas más populares, sin embargo, fueron las del Grito de Lares en 1868, la Estrellada de Camuy del 15 de febrero de 1873, y la Intentona de Yauco en 1897.
En 1868, tuvo lugar el Grito de Lares en el que revolucionarios ocuparon el pueblo de Lares y declararon la independencia de la República de Puerto Rico el 23 de septiembre. Ramón Emeterio Betances fue el líder de esta revuelta. Anteriormente, Segundo Ruiz Belvís y Betances habían fundado el Comité Revolucionario de Puerto Rico desde el exilio en la República Dominicana. Betances fue autor de diversas proclamas o declaraciones atacando la explotación de puertorriqueños por el sistema colonial español, haciendo un llamado inmediato a la insurrección. Estas declaraciones circularon rápidamente por la isla, de forma que grupos disidentes comenzaron a organizarse.
Muchos de los disidentes fueron criollos (nacidos en la isla). El estado crítico de la economía, junto con la creciente represión impuesta por los españoles, sirvieron como catalizadores para la rebelión. Los fuertes del movimiento fueron pueblos localizados en las montañas y al oeste de la isla. Los rebeldes saquearon las tiendas y oficinas propiedad de los peninsulares (hijos de españoles) y tomaron el ayuntamiento. Mercaderes españoles y autoridades del gobierno consideraron a los rebeldes como enemigos de la patria, tomándolos como prisioneros. Los revolucionarios entraron así a la iglesia del pueblo y posicionaron la bandera revolucionaria en el Alto Altar, en significación de que la revolución había iniciado. La República de Puerto Rico fue proclamada y Francisco Ramírez Medina fue declarado como su presidente interino. Los revolucionarios ofrecieron de inmediato la libertad a cualquier esclavo que se les uniera.
Tras expandirse al siguiente pueblo, San Sebastián del Pepino, los revolucionarios del Grito de Lares se encontraron con fuerte resistencia por parte de la milicia española. Se libró en este pueblo la Batalla del Pepino, cuyo resultado final fue el retroceso del ejército revolucionario a Lares. Como ordenado por el gobernador Julián Pavía, la milicia española acorraló a los rebeldes y rápidamente llevó a la insurrección a su fin. Cerca de 475 rebeldes fueron hechos prisioneros y la corte militar les impuso, a todos ellos, una pena de muerte por traición y sedición. Sin embargo, en Madrid, Eugenio María de Hostos y otros puertorriqueños prominentes lograron interceder en el asunto, ocasionando que una amnistía general fuese dictada y que los prisioneros fueran liberados. Betances, Rojas, Lacroix, Aurelio Méndez y otros fueron enviados al exilio, dando un fin permanente a su revuelta.

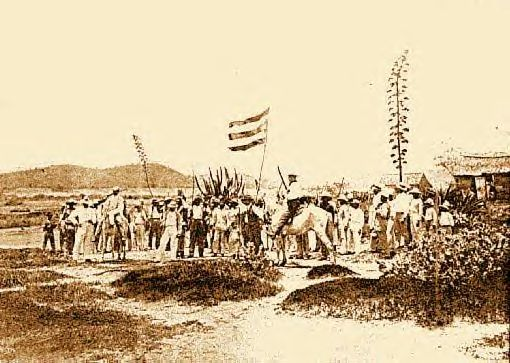
La Intentona de Yauco de 1897 fue la última revuelta en contra del gobierno español.

En 1896, un grupo de residentes de Yauco, que creían en una independencia total de Puerto Rico, unieron sus fuerzas y llevaron a cabo planes para derrocar al gobierno español de la isla. El grupo se encontraba dirigido por Antonio Mattei Lluberas, un acaudalado dueño de plantaciones de café, y Mateo Mercado. Más tarde, ese mismo año, la Guardia Civil local descubrió sus planes, procediendo a arrestar a todo aquel que estuviese involucrado; sin embargo, estos fueron puestos en libertad rápidamente y regresaron a sus respectivos hogares.
En 1897, Mattei Lluberas viajó a la Ciudad de Nueva York y visitó el Comité Revolucionario de Puerto Rico, el cual consistía, entre otros, del grupo de exiliados de la revuelta del Grito de Lares de 1868. Ahí, estos hicieron planes para un motín en Puerto Rico. Lluberas regresó a Puerto Rico con una bandera del país para usarse en dicho motín. Sin embargo, el comandante de Yauco, Francisco Lluch Barreras, escuchó los rumores del levantamiento planeado, por lo que pronto notificó al gobernador de la isla. Cuando Fidel Vélez, uno de los líderes separatistas, se enteró del conocimiento de las autoridades españolas de sus planes, llamó a una junta con Mattei Lluberas y otros líderes y, temiendo que todos ellos fuesen encarcelados, Vélez exigió que la insurrección comenzara inmediatamente.
El 24 de marzo de 1897, Fidel Vélez y sus hombres, entre los que figuraba José "Águila Blanca" Maldonado Román, marcharon hacia Yauco: planeaban atacar los cuarteles de la Guardia Civil en la isla para hacerse con las armas y municiones allí almacenadas. Pero cuando llegaron fueron sorprendidos por las fuerzas españolas, que habían ocupado posiciones y estaban a la espera. El tiroteo comenzó inmediatamente y los rebeldes se retiraron rápidamente.
El 26 de marzo, otro grupo dirigido por José Nicolás Quiñones Torres y Ramón Torres, intentó combatir a los españoles en un barrio conocido como "Quebradas" de Yauco, pero dicha revuelta también fracasó. Cerca de 150 rebeldes fueron arrestados, acusados de diversos crímenes en contra del Estado, siendo enviados a prisión en la Ciudad de Ponce. Vélez huyó a Santo Tomás, donde vivió en el exilio, mientras que Mattei Lluberas marchó al exilio en la Ciudad de Nueva York, uniéndose a un grupo conocido como la "Comisión de Puerto Rico".
Estos ataques fueron conocidos como la Intentona de Yauco. La revuelta, el segundo y más grande intento contra los españoles en la isla, fue la primera vez en que la bandera de Puerto Rico se utilizó en tierra puertorriqueña.

## La Carta de Autonomía

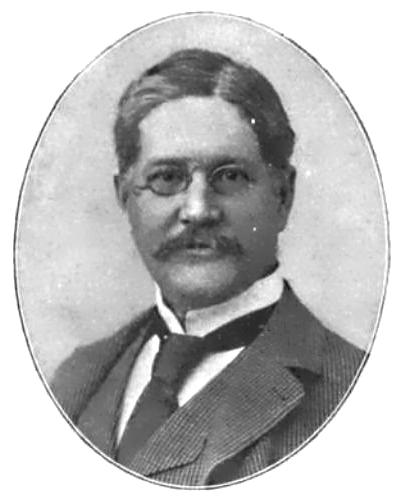
Charles Herbert Allen fue el primer barón azucarero de la isla.

Después de cuatrocientos años de dominio colonial bajo el Imperio español, la isla de Puerto Rico recibió, finalmente, su autogobierno el 25 de noviembre de 1897, a través de una Carta de Autonomía. Esta Carta de Autonomía fue firmada por el presidente del Gobierno español de entonces, Práxedes Mateo Sagasta, y ratificada por las Cortes españolas.
Pese a ello, pocos meses después, los Estados Unidos reclamaron su posesión sobre la isla como parte del Tratado de París de 1898, el cual dio fin a la Guerra Hispano-Americana. Esto dio pie a la formación del Partido Nacionalista de Puerto Rico, el cual sostuvo que, en materia de derecho internacional, el Tratado de París no dotaba a los españoles la facultad de "otorgar" lo que ya no se constituía como suyo. El profesor y activista, Noam Chomsky, también ha argumentado que, después de 1898, "Puerto Rico se convirtió en una plantación para los negocios agrícolas de los Estados Unidos y, posteriormente, en una plataforma para la exportación de corporaciones subsidiadas por este mismo país, así como en su mayor sitio de bases militares y refinerías petroleras." 
Algunos grupos sediciosos, como fue la partida revolucionaria de José Maldonado (Águila Blanca) se mantuvieron luchando y armados ahora contra los estadounidenses. José Maldonado, el Águila Blanca, fue el jefe más famoso de estos grupos armados.
El movimiento nacionalista fue intensificado por la Masacre de Ponce y la Masacre de Río Piedras, las cuales demostraron la violencia que los Estados Unidos se encontraban dispuestos a utilizar con el fin de mantener su régimen colonial en Puerto Rico.
Las ganancias generadas por este arreglo unilateral fueron enormes. Varios años después de dejar su puesto, en 1913, Charles H. Allen, el primer gobernador civil de Puerto Rico, logró llegar a la presidencia de la Compañía Americana de Refinería Azucarera, después de servir como tesorero. Este renunció en 1915, pero se mantuvo en su consejo. Ésta fue la refinería azucarera más grande en el mundo y luego fue renombrada como la Compañía Azucarera Dominó. De acuerdo con el historiador Federico Ribes Tovar, Charles Allen utilizó su cargo como gobernador de Puerto Rico para obtener una participación mayoritaria sobre el total de la economía puertorriqueña.

## Independencia de los Estados Unidos

### Eventos bajo el mandato colonial de los Estados Unidos
Después de que Puerto Rico fuese invadido durante la Guerra Hispano-Americana en 1898, Manuel Zeno Gandía viajó de Washington D. C. donde, junto con Eugenio María de Hostos, propuso la idea de la independencia para Puerto Rico. Estos se encontraron decepcionados cuando sus ideas fueron rechazadas por el gobierno de los Estados Unidos y la isla fue convertida en un territorio estadounidense. Zeno Gandía regresó a la isla, donde continuó siendo políticamente activo.
Un número de líderes, incluyendo un reconocido intelectual y legislador llamado Rosendo Matienzo Cintrón, buscaron independizarse respecto a los Estados Unidos a través del acomodamiento político. El 5 de junio de 1900, el presidente William McKinley llamó a De Diego, junto con Rosendo Matienzo Cintrón, José Celso Barbosa, Manuel Camuñas y Andrés Crosas, a un Gabinete Ejecutivo bajo el control del gobernador Charles H. Allen. El Gabinete Ejecutivo también incluyó a seis miembros americanos. 
En 1904 se funda el Partido Unionista, con Luis Muñoz Rivera, Rosendo Matienzo Cintrón y Antonio R. Barceló. De Diego fue elegido a la Cámara de Delegados, el único cuerpo del gobierno de elección local permitido por los Estados Unidos, cuyo primer presidente fue Rosendo Matienzo Cintrón. La Cámara de Delegados fue sujeta al poder de veto del presidente estadounidense y votó, sin éxito, el derecho a la independencia y el autogobierno. Matienzo Cintrón funda en 1912, junto a Eugenio Benítez Castaño, y el joven Luis Lloréns Torres, entre otros, el Partido de la Independencia. 
El recién creado Partido Unionista de Puerto Rico abogó por permitir a los votantes elegir entre opciones no colonialistas, incluyendo la anexión, un protectorado independiente y la autonomía total. Otro partido nuevo, conocido como el Partido de la Independencia de Puerto Rico, emergió, siendo fundado por Rosendo Matienzo Cintrón en 1912, el cual promovió la independencia de la isla. Ese mismo año, Zeno Gandía, Matienzo Cintrón y Luis Lloréns Torres, redactaron un manifiesto en el cual establecieron que era tiempo para que Puerto Rico adquiriera su independencia. El Partido de la Independencia fue el primer partido en la historia de la isla en apoyar abiertamente la independencia de los Estados Unidos como parte de su plataforma.

### El "Destino Manifiesto" estadounidense

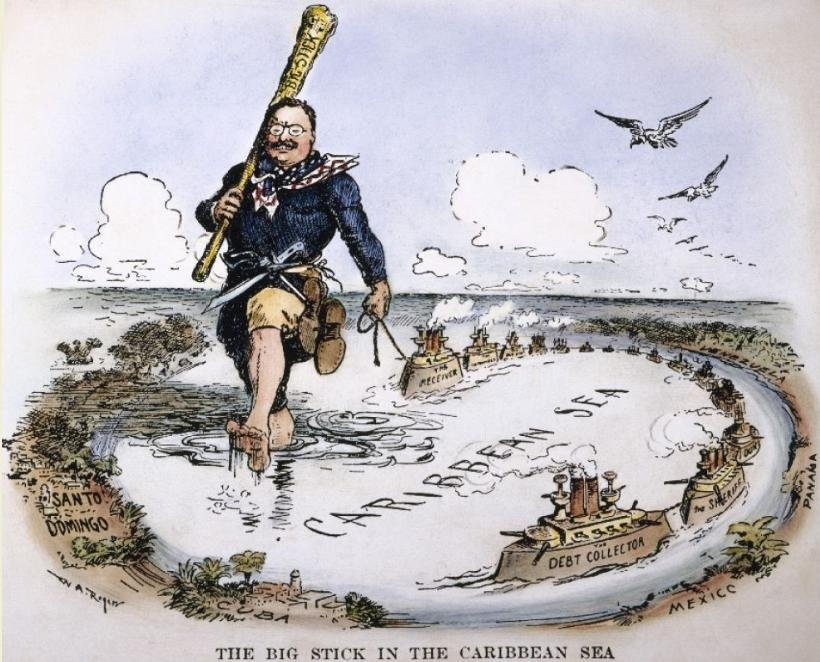
El presidente Roosevelt ejerciendo su control sobre el Caribe.

Para 1930, más del 40 por ciento de toda la tierra arable en Puerto Rico había sido convertida en plantaciones de caña de azúcar, propiedad de Azúcar Dominó y de los intereses bancarios de Estados Unidos. Estos sindicatos bancarios también eran dueños del sistema postal insular, las vías ferroviarias de la costa y el puerto internacional de San Juan. Esta apropiación de tierras no se limitó a Puerto Rico. Para 1930, la compañía con base en Estados Unidos, la United Fruit Company, también era dueña de cerca de un millón de acres de tierra en Guatemala, Colombia, Panamá, Nicaragua, Costa Rica, México y Cuba. A inicios de 1940, la United Fruit Company se apropió de 50 por ciento de las tierras privadas de Honduras y 75 de toda la tierra privada de Guatemala. En Guatemala también era dueña de la mayoría de los caminos, centrales eléctricas y líneas telefónicas, así como también del puerto del Pacífico y de todas las vías ferroviarias.
El gobierno federal de los Estados Unidos apoyó estas explotaciones económicas y proveyó de su apoyo militar cuando fuese necesario. Durante ese tiempo, el presidente Theodore Roosevelt declaró que era "destino manifiesto para una nación el apropiarse de islas fronterizas con sus costas," y añadió que si "cualquier país sudamericano se comportaba de forma inadecuada, entonces este debía de ser castigado."

### Formación del Partido Nacionalista
El movimiento independentista puertorriqueño ha persistido durante el siglo veinte y hasta el presente. Sin embargo, este no ha atraído al electorado, el cual, si bien para 1940 había votado al PPD con mayoría en la legislatura, en 1952 votó por cerca del 82 % en apoyo de la nueva constitución con estatus de "estado libre asociado" o Commonwealth, y en 2012 votó por mayoría por la anexión total como un estado de los Estados Unidos.
En 1919, Puerto Rico tenía dos grandes organizaciones que apoyaban la independencia: la Juventud Nacionalista y la Asociación de Independencia. También en 1919, José Coll y Cuchí, un miembro del Partido Unionista de Puerto Rico, dejó dicho partido para formar la Asociación Nacionalista de Puerto Rico. En 1922, estas tres organizaciones políticas unieron sus fuerzas y formaron el Partido Nacionalista Puertorriqueño, con Coll y Cuchi como presidente del partido. El objetivo de este partido era la obtención de la independencia de los Estados Unidos. En 1924, el Dr. Pedro Albizu Campos, unió sus fuerzas al partido y fue nombrado vicepresidente.
El 11 de mayo de 1930, el Dr. Pedro Albizu Campos fue elegido presidente del Partido Nacionalista. Bajo el liderazgo de Albizu Campos, en 1930 el partido se convirtió en el más grande movimiento independentista de Puerto Rico. Sin embargo, tras decepcionar al electorado, y tras la fuerte represión por parte de la policía territorial, a mediados de 1930, Albizu optó en contra de la participación electoral, inclinándose hacia la revolución violenta como medio para la obtención de la independencia.
En 1932, el partido pro-independentista, el Partido Liberal de Puerto Rico, fue fundado por Antonio R. Barceló. La agenda del Partido Liberal era la misma que aquella del Partido Unionista, urgiendo la independencia como una solución política final para Puerto Rico. Entre aquellos que se le unieron en este nuevo partido figuraban Felisa Rincón de Gautier y Ernesto Ramos Antonini. Para 1932, el hijo de Luis Muñoz Riviera, Luis Muñoz Marín, también se había unido al Partido Liberal. Muñoz Marín fue elegido por los Estados Unidos como el primer gobernador nativo de Puerto Rico, después de haber servido como su Comisionado Regional en Washington D. C.. Después de 1950 fue elegido como el primer gobernador electo popularmente de la isla.
Durante las elecciones de 1932, el Partido Liberal se enfrentó a la Alianza, una coalición del Partido Republicano de Puerto Rico y del Partido Socialista de Santiago Iglesias Pantin. Barceló y Muñoz Marín fueron elegidos como senadores. Para 1936, las diferencias entre Muñoz Marín y Barceló comenzaron a emerger, así como también entre aquellos seguidores que consideraban a Muñoz Marín como el verdadero líder, y aquellos que veían a Barceló como su líder.
En 1936, el senador estadounidense, Millard Tydings presentó una propuesta legislativa para otorgarle la independencia a Puerto Rico; sin embargo, mucha gente creyó que esto traería condiciones económicas desfavorables. Barceló y el Partido Liberal favorecieron la moción, ya que ésta le brindaría a Puerto Rico su independencia; Muñoz Marín se le opuso debido a que quería la independencia inmediata de la isla pero con condiciones favorables.
Muñoz Marín y sus seguidores, entre los cuales se incluía Felisa Rincón de Gautier y Ernesto Ramos Antonini, llevaron a cabo una asamblea en el pueblo de Arecibo para fundar el Partido Liberal, Neto, Auténtico y Completo, posteriormente llamado el Partido Popular Democrático.
Durante 1930 y 1940, miembros del Partido Nacionalista formaron parte de incidentes violentos:
- El 6 de abril de 1932 miembros del Partido Nacionalista marcharon hacia el edificio del capitolio, en San Juan, para protestar en contra de la propuesta legislativa para aprobar la presente bandera puertorriqueña, la bandera oficial del gobierno insular. Los nacionalistas preferían el emblema utilizado durante el Grito de Lares.

- El 24 de octubre de 1935, una confrontación con la policía en la Universidad de Puerto Rico, en el campus de Río Piedras, mató a cuatro simpatizantes del Partido Nacionalista Puertorriqueño y a un policía. El evento se conoció como la Masacre de Río Piedras.

- El 23 de febrero de 1936, el Coronel Elisha Francis Riggs, anteriormente miembro del ejército de los Estados Unidos y oficial superior de la policía de la isla, fue asesinado por los nacionalistas Hiram Rosado y Elías Beauchamp, en venganza por los eventos de Río Piedras. Rosado y Beauchamp fueron arrestados y ejecutados, sin un juicio previo, en la sede de la policía de San Juan.[41]

- El 21 de marzo de 1937, una marcha en Ponce, por el Partido Nacionalista de Puerto Rico, organizada para conmemorar el fin de la esclavitud en Puerto Rico, resultó en las muertes de 17 civiles desarmados y de 2 policías, a manos de la policía territorial. Este evento fue conocido como la Masacre de Ponce.

- El 25 de julio de 1938, el gobernador colonial estadounidense, Blanton Winship recibió disparos durante unas celebraciones en las cuales también perdió la vida el coronel de la policía, Luis Irizarry. Rápidamente, los miembros del partido nacionalista intentaron asesinar a Roebr Cooper, juez de la Corte Federal de Puerto Rico. Winship intentó reprimir a los nacionalistas.

- En 1942 el congresista de Nueva York, Vito Marcantonio presenta un proyecto de ley para otorgar la independencia al territorio de Puerto Rico. En Puerto Rico se realiza el 15 de agosto de 1943 el Primer Congreso Pro Independencia de Puerto Rico, para apoyar el proyecto de Vito Marcantonio. Luego se realiza un Segundo Congreso en 1944. En ese año el PPD deja de ser pro-independencia y expulsa a miembros independentistas del partido. El Partido Independentista Puertorriqueño se fundó el 20 de octubre de 1946 en Bayamón, con los miembros del Segundo Congreso Pro Independencia. Jesús T. Piñero, ratificó la Ley de la Mordaza o Ley 53, como se le conoció oficialmente, hizo ilegal toda muestra pública de la bandera de Puerto Rico, toda canción o canto patriótico y los discursos públicos contra el gobierno.

### Eventos bajo el estatus deCommonwealth
El movimiento de independencia de Puerto Rico tomó nuevas medidas a partir de que el Estado Libre Asociado fue autorizado. El 30 de octubre de 1950, con el nuevo estatus autonomista de commonwealth a punto de surtir efecto, múltiples levantamientos nacionalistas ocurrieron en un esfuerzo por obtener la atención mundial al movimiento de no-satisfacción con el estatus de commonwealth.
Iniciaron una docena de ataques alrededor de Puerto Rico, incluyendo Peñuelas, el levantamiento de Jayuya,, la revuelta nacionalista de San Juan, y otros levantamientos en Mayagüez, Naranjito y Arecibo. Durante la revuelta de Jayuya de 1950, Blanca Canales declaró a Puerto Rico una república libre. Dos días después de la creación del commonwealth, dos nacionalistas llevaron a cabo el intento de asesinato del presidente estadounidense Harry S. Truman.

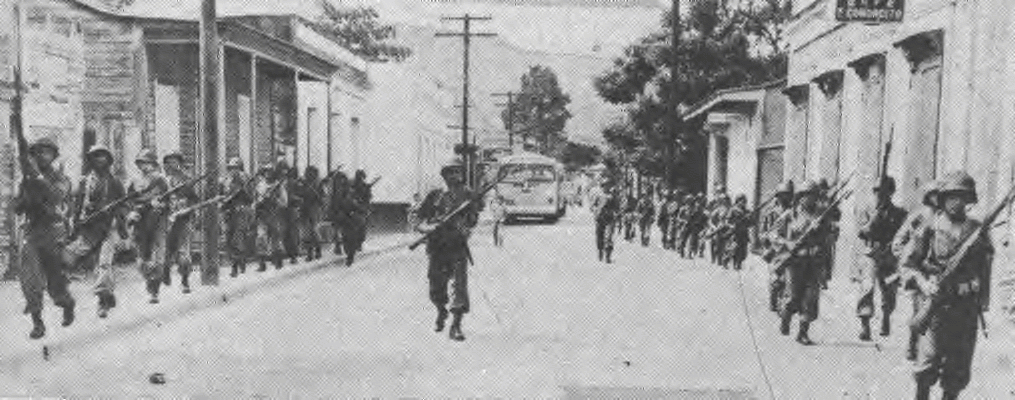
La Guardia Nacional, comandada por el Ayudante General de Puerto Rico, Luis R. Esteves y bajo las órdenes del Gobernador Luis Muñoz Marín, llevó a cabo la ocupación de Jayuya.

Reconociendo la importancia de la cuestión sobre el estatus de Puerto Rico, en 1952 Truman apoyó la idea de la elaboración de un plebiscito en la isla acerca de la nueva constitución, con el fin de determinar el estatus de la relación entre la isla y los Estados Unidos. Cerca de un 82 % de la gente votó a favor de la nueva constitución y del Estado Libre Asociado o Commonwealth. Los nacionalistas criticaron la constitución debido a que el commonwealth estaba sujeto a las leyes y aprobación de las ramas ejecutivas y legislativas del gobierno estadounidense, ramas en las que el pueblo puertorriqueño no participaba eligiendo. Debido a que el gobierno reprimió a los líderes nacionalistas, sus actividades políticas e influencia se debilitaron.
Cuatro nacionalistas abrieron fuego en contra de representantes estadounidenses durante un debate en el Congreso en 1954, hiriendo a cinco hombres. Los representantes sobrevivieron. Los nacionalistas fueron enjuiciados y sentenciados por la corte federal a cadena perpetua. En 1978 y 1979 sus sentencias fueron conmutadas por el presidente Jimmy Carter, y les fue permitido regresar a Puerto Rico.
Durante 1960, los Estados Unidos recibieron críticas internacionales por retener una de las últimas colonias en el mundo. Para 1960, una nueva fase de la resistencia puertorriqueña comenzó. Se crea la FUPI en la Universidad de Puerto Rico y el Movimiento Pro Independencia MPI por varios líderes, el más conocido fue Juan Mari Brás. El MPI funda el periódico Claridad, convertido en órgano principal de los independentistas puertorriqueños. Para 1975 el MPI se transforma en el Partido Socialista Puertorriqueño (PSP). Los universitarios tienen una gran participación en la lucha independentista a través de la FUPI (Federación Universitaria Pro Independencia). Diversas organizaciones comenzaron a utilizar una "lucha armada clandestina" en contra del gobierno de los Estados Unidos. Ejércitos clandestinos como el "Movimiento Independentista Revolucionario en Armas" (MIRA), "Los comandos armados de liberación" (CAL), Fuerzas Armadas de Liberación Nacional (FALN), "La Organización de Voluntarios por la Revolución Puertorriqueña" (OVRP), el Ejército Popular Boricua (EPB), y otros, comenzaron a involucrarse en actividades subversivas en contra del gobierno y milicia estadounidense, trayendo atención a la condición colonial de Puerto Rico. En 1977, Rubén Berríos Martínez, el entonces presidente del Partido Independentista de Puerto Rico, escribió un largo y detallado artículo en la revista Foreign Affairs, declarando que la "única solución" para Puerto Rico era la independencia.
En enero de 2025, la CIA admitió en un documento desclasificado que había recopilado información sobre grupos independentistas puertorriqueños a petición de congresistas demócratas, la Agencia Central de Inteligencia buscó vínculos con el gobierno cubano y los movimientos independentistas puertorriqueños en las décadas de 1950 y 1960. y los años 1970.

### Apoyo político
Existen un número importante de grupos sociales, partidos políticos e individuos a nivel mundial que apoyan la independencia de Puerto Rico. Después de todo, como observó el periódico Washington Post, «llamados a la independencia de Puerto Rico han existido desde los días del mandato colonial de España, y continuaron después de que los Estados Unidos se hicieran con el control de la isla en 1898 [...] aunque muchos de los puertorriqueños expresen un profundo patriotismo por la isla, el impulso independentista nunca se ha visto reflejado en las encuestas».
Durante la cumbre de la Comunidad de Estados Latinoamericanos y del Caribe en enero de 2014, Nicolás Maduro, Presidente de Venezuela, mencionó para el Wall Street Journal que apoyaba la independencia de Puerto Rico, diciendo que «es una vergüenza que en pleno siglo XXI América Latina y el Caribe aún tengan colonias. Dejen a las élites imperialistas de los Estados Unidos decir lo que ellas quieran». En otras ocasiones, Maduro mencionó que se encontraba "motivado debido a que esa iba a ser una cumbre histórica, que ayudaría a consolidar a la CELAC. Venezuela ha venido a la Habana con sus propuestas y contribuciones, la cual es declarar a la región 'libre de colonias' e invitar a Puerto Rico a unirse formalmente a la familia." Además, en esta misme cumbre, la presidenta de Argentina, Cristina Fernández de Kirchner hizo un llamado a votar por la independencia de Puerto Rico, y Raúl Castro "llamó por un Puerto Rico independiente." 
El gobierno de Nicaragua ha sido también muy solidario con el apoyo a la independencia de Puerto Rico. Pero el mayor apoyo internacional a la Liberación Nacional y Soberanía para Puerto Rico ha venido de Cuba. Históricamente los cubanos siempre han estado junto a los boricuas en sus luchas revolucionarias, y antes de haber en Cuba un gobierno socialista. 
En 1930 el presidente de Cuba, Gerardo Machado, logra convencer al gobierno de Estados Unidos que le permitiera a Puerto Rico participar de los II Juegos Centroamericanos y del Caribe a celebrarse en La Habana, lo que hizo que Puerto Rico logrará su Soberanía Deportiva. Cuba ha presentado, por varios años, resoluciones a favor de la Libre Determinación e Independencia para Puerto Rico en el Comité de Descolonización de las Naciones Unidas.
Otro número importante de individuos y de grupos han apoyado la independencia puertorriqueña, entre ellos el poeta Martín Espada, el profesor y escritor Jason Ferreira, el grupo musical Calle 13, el veterano de la guerra de Vietnam y organizador, Oscar López Rivera, un miembro de la Organización Socialista Internacional, Roberto Barreto, el nacionalista puertorriqueño, Carlos Alberto Torres, y el representante estadounidense Luis Gutiérrez.
En marzo de 2023, Cuba promueve el compromiso histórico con la autodeterminación y la independencia del pueblo de Puerto Rico..

### Acercamientos actuales
Entre los factores que han afectado el movimiento independentista de Puerto Rico se han encontrado el "Programa Cointelpro" y el "Programa Carpetas". El Programa Cointelpro fue un proyecto conducido por el Bureau Federal de Investigación de los Estados Unidos (FBI), cuyo objetivo fue la infiltración, vigilancia, descrédito e irrupción de organizaciones políticas domésticas. El Programa Carpetas fue una colección masiva de información recolectada por la policía de la isla, en las llamadas "subversiones políticas". La policía tenía en su posesión miles de carpetas extensas, involucrando a individuos de todos los grupos sociales y edades. Aproximadamente 75 000 personas fueron listadas bajo investigación política. El aparato de investigación masiva estaba dirigido, principalmente, en contra de los movimientos independentistas de Puerto Rico. Así, muchos simpatizantes de la idea independentista se movieron al Partido Popular Democrático como medida para frenar la intromisión del Estado.
Actualmente, una gran mayoría de los "independentistas" buscan obtener la independencia a través de un proceso electoral o democrático. En 1946, Gilberto Concepción de Gracia, fundó el Partido de la Independencia de Puerto Rico (PIP). Este ha continuado participando en el proceso electoral de la isla. El partido ha elegido algunos candidatos legislativos, sin embargo, no ha ganado más que un mínimo porcentaje de los votos para sus candidatos gubernamentales (2.04 % en 2008) o en las elecciones legislativas (4.5-5 % del voto legislativo en 2008).
El movimiento de independencia no ha traído apoyo referéndum de estatus donde solo han conseguido 5.5 %. Sin embargo, un artículo en el Huffington Post por Roque Planas hizo notar que esto resulta engañoso: "el referéndum consistió de dos preguntas. La primera pedía a los votantes si estos querían mantener su presente estatus de commonwealth de los Estados Unidos. La insatisfacción emergió victoriosa por 52 por ciento del voto. El referéndum entonces preguntó a los votantes si querían convertirse en un estado de los Estados Unidos, un país independiente, o un estado libre asociado, un tipo de independencia en cercana alianza con los Estados Unidos. Un 61 % de los que respondieron la segunda pregunta eligieron la categoría de Estado. Ese 61 % no era la mayoría sin embargo. Cerca de 470 000 votantes dejaron la pregunta vacía intencionalmente, significando que sólo un 45 % de aquellos lanzando las votaciones apoyaban la categoría de Estado." Juan González, un co-miembro de Democracy Now! y escritor, argumentó que "el referéndum en el futuro de la isla era, en realidad, un voto dividido que actualmente revelaba que la mayoría quiere ver por terminado el estatus quo, pero no necesariamente la estadidad... Y los resultados fueron: 809,000 votos por la categoría de Estado, sólo 73,000 por la independencia, y 441,000 por la libre asociación... Así que la categoría de Estado no recibió actualmente 61% del voto - hasta que uno ignora cerca de medio millón de personas que dejaron en blanco las papeletas." En octubre de 2013, un artículo en El Economista clamó, pese al referéndum de 2012, "es improbable que Puerto Rico se convierta en un Estado en algún momento cercano. Debido a que la isla continúa siendo un territorio, esta decisión se encuentra fuera de las manos boricuas... es altamente improbable que la legislatura priorice una iniciativa para la soberanía de Puerto Rico... el Partido Republicano utilizará, seguramente, toda táctica a su disposición para bloquear una enmienda de dicho tipo."
Un artículo de opinión en el Daily Kos, abordando el tema de la soberanía e independencia de Puerto Rico, sugiere que los "intereses corporativos se encuentran bien tal y como la cosas están," argumentando que la independencia de Puerto Rico asusta a las élites dentro de los Estados Unidos, mientras que la soberanía asusta a otras. Algunas de estas ideas también fueron propuestas en un artículo por WSWS acerca de la austeridad en Puerto Rico. En una pieza de opinión del Boston Globe, Julio Ricardo Varela, en forma similar, toma una posición más moderada, llamando a Puerto Rico "una de las últimas colonias en el mundo, un recuerdo de la, ya fuera de época, política del destino manifiesto de los Estados Unidos, que ya no puede aplicarse a las realidades políticas del siglo XXI" y que Puerto Rico debe de tener un voto más centrado en la "soberanía o independencia", el cual los Estados Unidos debe respetar.
En otra nota, Levinson y Sparrow sugieren que el Acta Foraker, y el Acta Jones-Shafroth han reducido la oposición en la isla, habiendo investido al Congreso estadounidense con la autoridad y el poder de veto sobre cualquier legislación o referéndum iniciado por Puerto Rico. Un artículo en el Washington Post de diciembre de 2015, añade más dudas al hacer notar que, desde que los puertorriqueños se convirtieron en ciudadanos estadounidenses en 1917, estos "se han dividido sobre sus relaciones con tierra nativa", acerca de si deberían convertirse en un estado de los Estados Unidos, hacerse independientes o convertirse en un territorio bajo el control de los Estados Unidos. Hasta estos días, el estatus político de Puerto Rico continúa siendo debatido. Otros grupos y organizaciones pro-independencia no apoyan gestiones de elecciones o referendums hasta que no se le otorgue la Libre Determinación como está escrito en reglamentos y Resoluciones de la ONU, por lo que se entiende que el apoyo boricua a la independencia debe ser mayor que el 5.5 % de votos emitidos en elecciones y referendums. Muchos cuestionan que más de la mitad de las personas pro-independencia no participan en elecciones del territorio colonial, por lo que el porcentaje de puertorriqueños que apoyan la independencia debe estar sobre el 10 %.
En marzo de 2023, un grupo de la diáspora solicitó al Congreso de los Estados Unidos que creara una Comisión Estadounidense-Puertorriqueña para promover la descolonización y la independencia de Puerto Rico de los Estados Unidos de América.

## Otras lecturas
- Historia del Movimiento Pro Independencia--antecesor histórico del MINH. Wilma E. Reverón Collazo. Introducción a la historia del MPI en el 160 Aniversario del Natalicio de Eugenio María de Hostos. Capaprieto /Movimiento Independentista Nacional Hostosiano - Mayagüez. Mayagüez, Puerto Rico.  11 de enero de 1999. Retrieved 4 Juna 2011.